# Einar "Knatten" Lundell
Karl Arvid Einar "Knatten" Lundell, född den 29 januari 1894 i Adolf Fredriks församling i Stockholm, död den 29 mars 1976 i Matteus församling i Stockholm, var en svensk bandy- och ishockeyspelare som deltog i OS 1920.
Einar Lundell spelade bandy och ishockey för IK Göta, där han vann SM i ishockey sju gånger (1922, 1923, 1924, 1927, 1928, 1929 och 1930) samt ishockey för Djurgårdens IF[källa behövs]. Han avslutade sin karriär som en av de äldsta spelarna i de svenska mästerskapen och gjorde bland annat mål för Djurgården mot AIK den 4 mars 1934, vilket innebär att Einar ”Knatten” Lundell då var över 40 år gammal.
Han var landslagsman i bandy, en match 1928, och spelade i och vann fyra SM-finaler, 1925 till 1929 med IK Göta. Han spelade, förutom ishockey vid OS 1920, även i EM i ishockey 1921 och 1923, turneringar som Sverige vann. Totalt blev det 26 landskamper i ishockey för honom och han blev Stor grabb nummer 3 i ishockey.

## Ishockeymissionären
Einar ”Knatten” Lundell fungerade som instruktör i ishockey under senare delen av 1930-talet.  Hans uppdrag var att presentera ishockeyn, huvudsakligen för bandyspelare för att få dem att börja spela hockey, eller "pucka hockey" som det då kallades. 
Hösten 1937 besökte han Medelpad och presenterade ishockeyn där. 2 januari 1938 spelades de två första ishockeymatcherna i Timrå under Lundells ledning. I den ena besegrade Wifstavarvs IK GIF Sundsvall med 5-4, i den andra slog Östrands IF Heffners/Ortvikens IF med 2-0. Wifstavarvs IK och Östrands IF utgör idag Timrå IK. 
Lundell var även längre norrut. Den 21 februari 1938 spelades den första ishockeymatchen i Örnsköldsvik med ”Knatten” Lundell som domare mellan Örnsköldsviks SK och Alfredshems IK. Det var Alfredshems IK som senare skulle bli MODO Hockey. Matchen slutade med en 4-3-vinst vinst för Örnsköldsviks SK.

## Meriter
- EM-guld 1921, 1923
- SM-guld i ishockey 1922, 1923, 1924, 1927, 1928, 1929, 1930
- Stor Grabb
- SM-Guld i bandy 1925, 1927, 1928, 1929

## Gravplats
Einar Lundell är gravsatt på Skogskyrkogården i Stockholm.